# Saskia van Uylenburgh

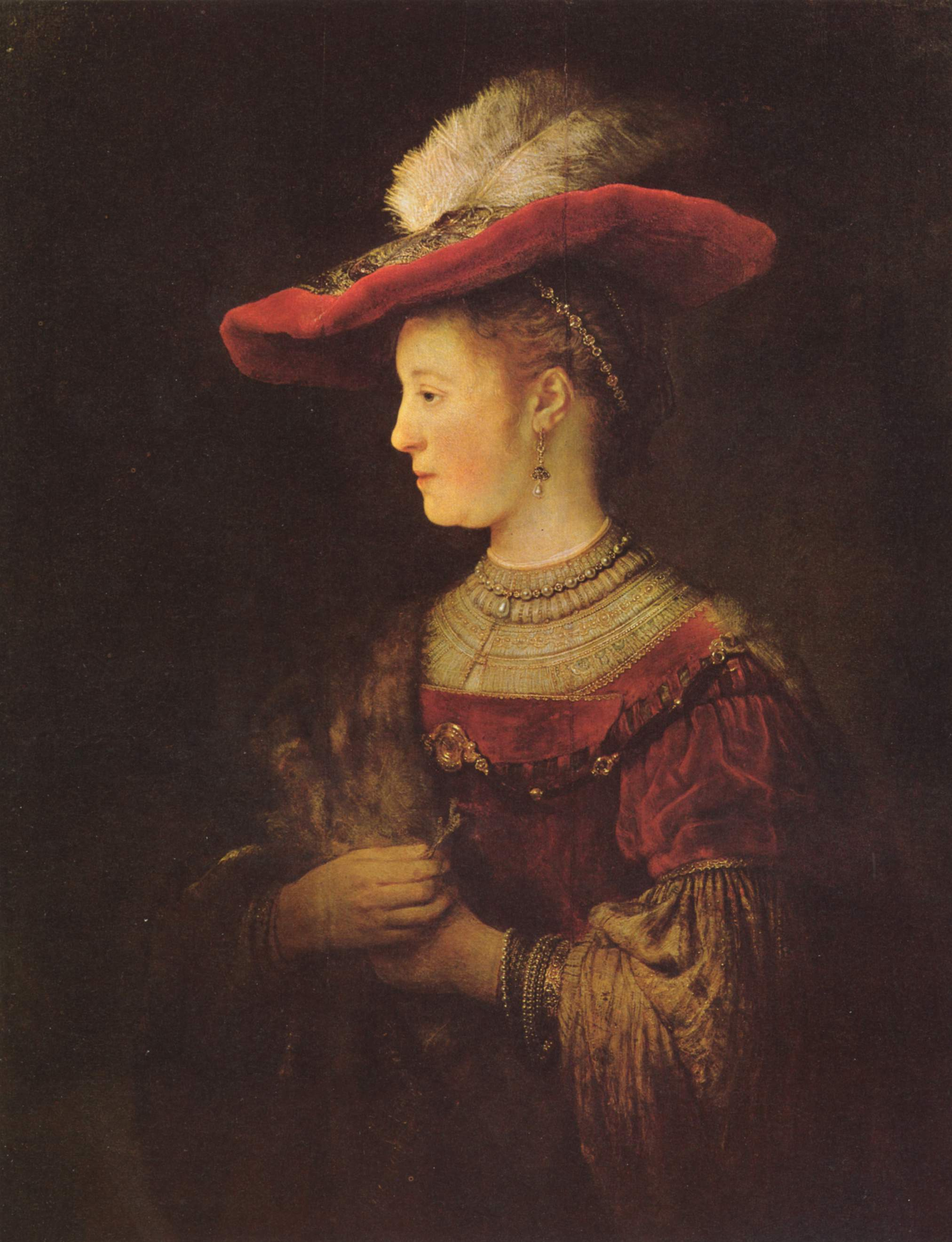
Rembrandt: Saskia van Uylenburgh z profilu, v bohatém kostýmu, 1633 / 34–1642, olej na dřevě, Gemäldegalerie Alte Meister, Kassel

Saskia van Uylenburgh (v češtině psána také Saskie, 2. srpna 1612 Leeuwarden – 14. června 1642 Amsterdam) byla manželka holandského barokního malíře Rembrandta van Rijna, který ji zobrazil na mnoha svých obrazech a grafikách.

## Životopis
Saskia Uylenburghová byla patricijská dcera z Leeuwardenu, hlavního města nizozemské provincie Friesland. Její otec Rombertus Uylenburgh (1554–1624), bývalý starosta města, patřil k politické elitě převážně autonomní provincie; její matka Sjoukje Aessingaová (1564–1619) pocházela z respektované fríské rodiny. Saskia byla nejmladší z osmi dětí. Poté, co se ve dvanácti letech stala sirotkem, se o ni starali její sourozenci. V roce 1628 se jejím opatrovníkem stal její švagr Gerrit van Loo (přibližně 1580–1641), manžel její sestry Hiskie. Přestěhovala se za ním do vesnice Sint Annaparochie v pobřežní oblasti Het Bildt, kde byl Gerrit van Loo obecním tajemníkem. V roce 1632 rodina se Saskií uprchla před povstáním sedláků do Leeuwardenu.
Odtamtud Saskia pravděpodobně na jaře 1633 odešla do Amsterdamu, kde žilo několik členů rodiny. Pravděpodobně tam bydlela u své starší sestřenice Aeltje Uylenburghové a jejího manžela, kazatele Johannese Sylvia. V ateliéru svého bratrance Hendricka van Uylenburgha, předního obchodníka s uměním, se tehdy nejspíš seznámila s jeho zaměstnancem Rembrandtem van Rijnem. Dne 5. června 1633 se s ním ve Frieslandu zasnoubila. O tři dny později ji Rembrandt zachytil na portrétu, který se nyní nachází v berlínském Kabinetu mědirytin. Poté odcestoval zpět do Amsterdamu - do svatby uplynul více než rok. Během té doby se Saskia přestěhovala do Franekeru, kde zemřela její sestra Antje a její vdovec profesor Johannes Maccovius naléhavě potřeboval pomoc. Manželství s Rembrandtem bylo v Amsterdamu registrováno 22. června 1634. Církevní svatba se konala 2. července 1634 ve vsi Sint Annaparochie ve Frísku. Potom se novomanželé přestěhovali do Amsterdamu, kde žili nejprve v domě Hendricka Uylenburgha.
V roce 1635 Rembrandt ukončil spolupráci s Uylenburghem a také se vzdal bytu u něho. Pár se pak přestěhoval do domu na Nieuwe Doelenstraat č. 20. Dne 15. prosince 1635 bylo pokřtěno první Saskiino dítě Rombertus, ale chlapeček žil jen dva měsíce. I další dvě děti, dívky stejného jména Cornelia, zemřely v letech 1638 a 1640 po několika týdnech života.
V roce 1638 Rembrandt žaloval Saskiina příbuzného Albertuse van Loa a jeho sestru, protože prý tvrdili, že Saskia „promarnila dědictví rodičů na pompu a nádheru“. Rembrandt namítal, že on a jeho manželka jsou „bohatí a mají nadprůměrně mnoho majetku“. Proces prohrál.

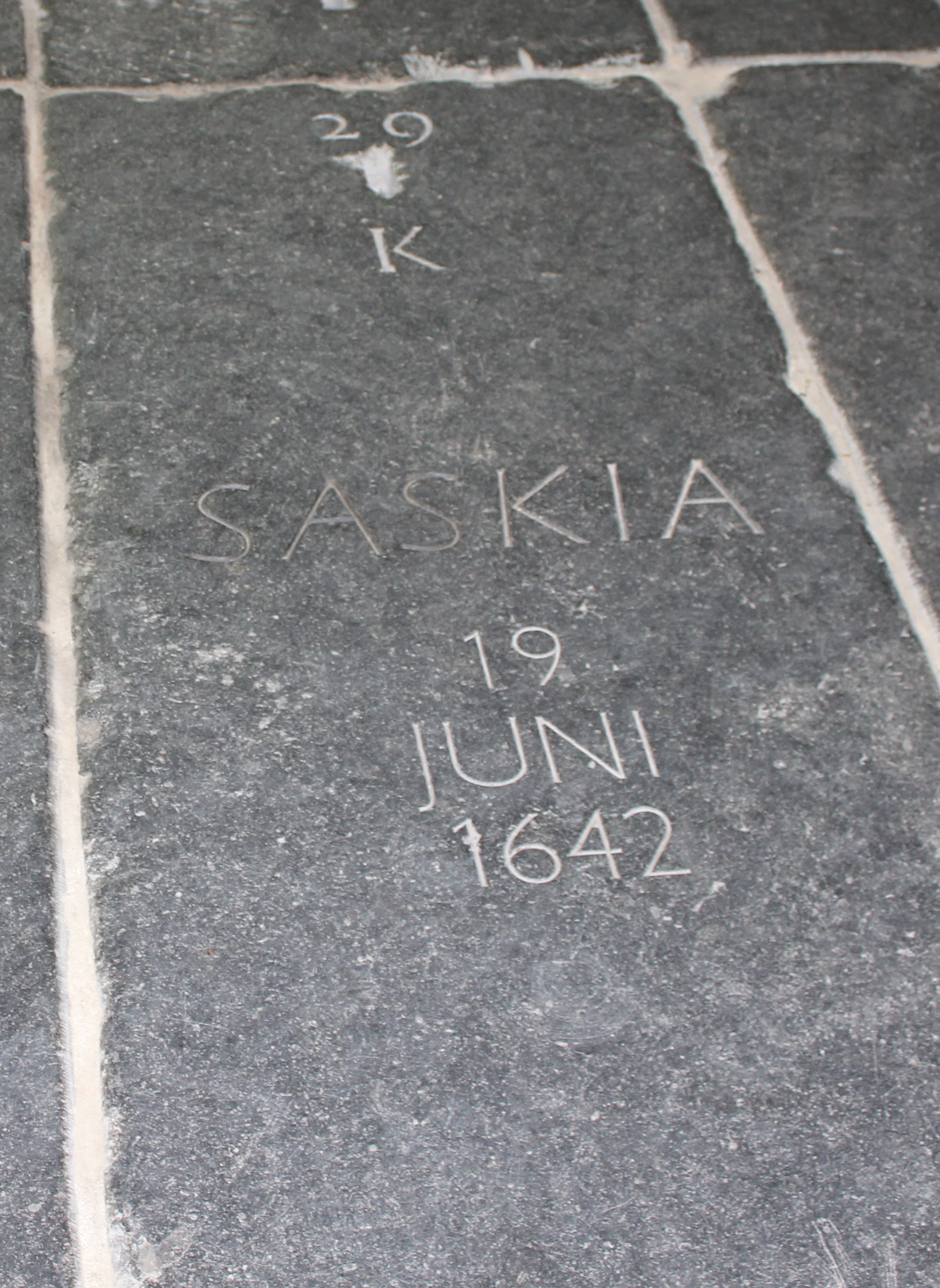
Hrob Saskie Uylenburghové v amsterodamském kostele Oude Kerk

Následující rok Rembrandt koupil dům v Sint Anthoniesbreestraat (dnes Jodenbreestraat), dnešní Rembrandthuis, za vysokou částku 13 000 guldenů. V roce 1641 se zde manželům narodilo čtvrté dítě, Titus van Rijn. Titus byl jediný z jejich dětí, který přežil, ale Saskii se zhoršilo zdraví. Předpokládá se, že trpěla tuberkulózou. Dne 5. června 1642 podepsala závěť a stanovila, že Rembrandt bude muset v případě nového sňatku okamžitě převést polovinu jejich společného majetku na Tita. Pokud by Titus zemřel, Saskiino dědictví by připadlo jejím příbuzným. Toto nařízení nejspíš ovlivnilo Rembrandta v tom, že se už nikdy neoženil. Dne 14. června Saskia zemřela ve věku 30 let a byla pohřbena v nejvýznamnějším kostele města Oude Kerk.
Skutečnost, že se Saskia zamilovala do umělce, který byl v sociální hierarchii zjevně pod ní jako patricijskou dcerou, a poté si navzdory všem konvencím prosadila rychlý sňatek, svědčí o nekonformní osobnosti s velmi silnou vůlí.

## Význam pro Rembrandtovo umění
Saskia byla pro Rembrandta zdrojem inspirace. Byla modelem jeho obrazů, jako je například Flora, i kreseb, ale nikdy nevytvořil její konvenční portrét. Vždy se objevovala v nějaké roli - jako bohyně, legendární postava z klasické mytologie nebo biblická ženská postava. Americká historička umění Stephanie S. Dickeyová v této souvislosti hovoří o „spojení lásky, umění a obchodu“. Zvláště zajímavý je velký dvojitý portrét v Obrazové galerii starých mistrů v Drážďanech, který ukazuje Rembrandta v roli marnotratného syna v nevěstinci a Saskii, která mu sedí na klíně jako kurtizána. Podle amerického historika umění H. Perryho Chapmana je třeba tento obraz interpretovat jako Rembrandtův ironický komentář jeho vlastních sociálních ambic.
V žádném jiném portrétu však Rembrandt nešel tak daleko jako v malbě nyní uchovávané v Kasselu: díky bohatému starodávnému rouchu na ní Saskia vypadá jako postava z dávno minulé éry, vyňatá ze současnosti, promítnutá do jiného světa. Začal ho malovat v počátcích jejich manželství a dopracoval ho v roce její smrti, 1642. Přidání peří na klobouk může být symbolem pomíjivosti lidského života, a především se jako jasný znak konce života jeví rostlina v jejích rukou: lístky připomínají rozmarýn, který je známkou manželské věrnosti, ale také věčné památky. Na nizozemských portrétech mrtvých bývá vidět na pokrývce nebo v rukou zesnulého. Kasselův portrét Saskie se tak stal soukromým vzpomínkovým obrazem na Rembrandtovu zesnulou manželku.

## Galerie

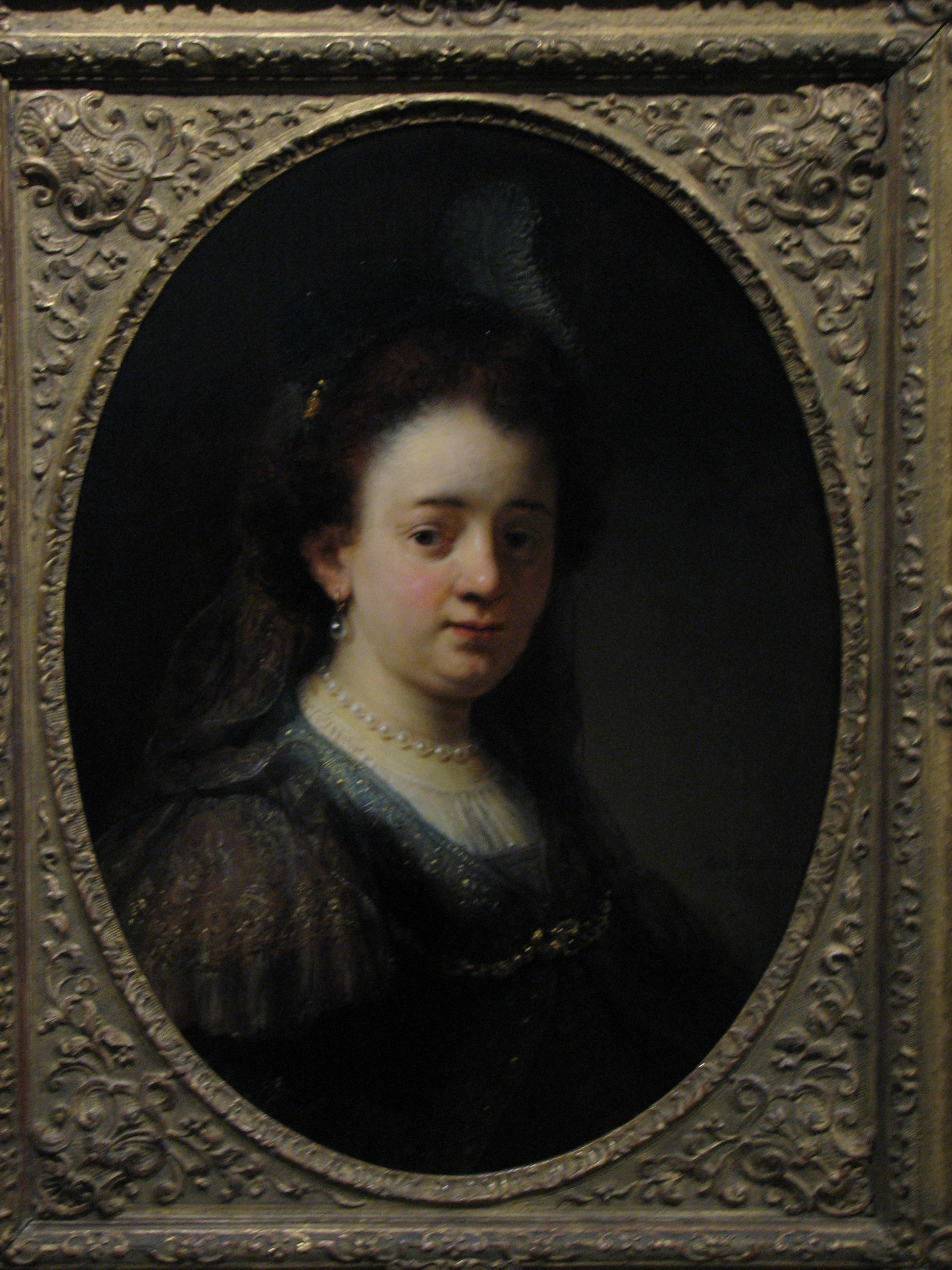
Saskia van Uylenburgh, olej na panelu, 1633, Fries Museum
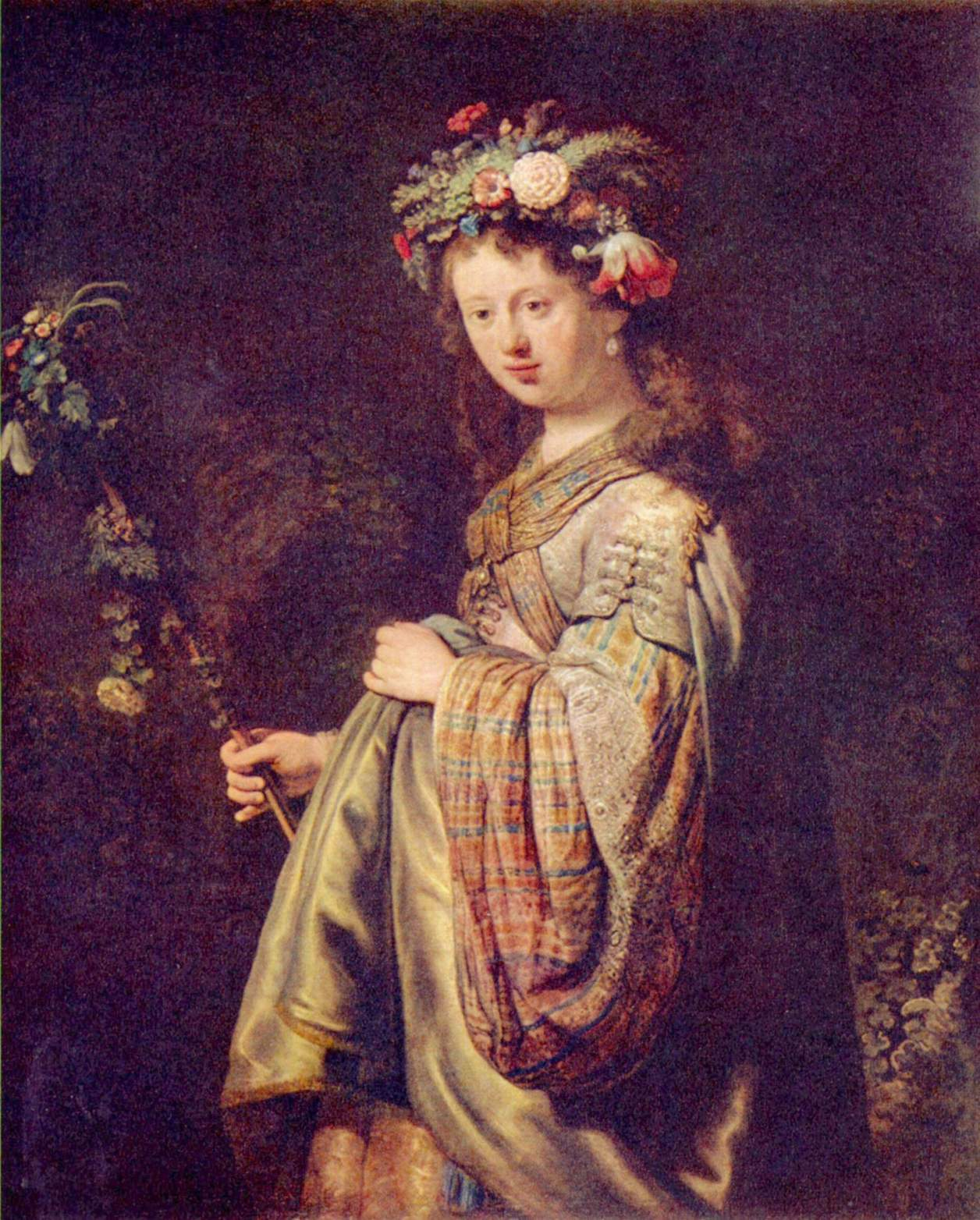
Saskia jako Flora, olej na plátně, 1634, Ermitáž
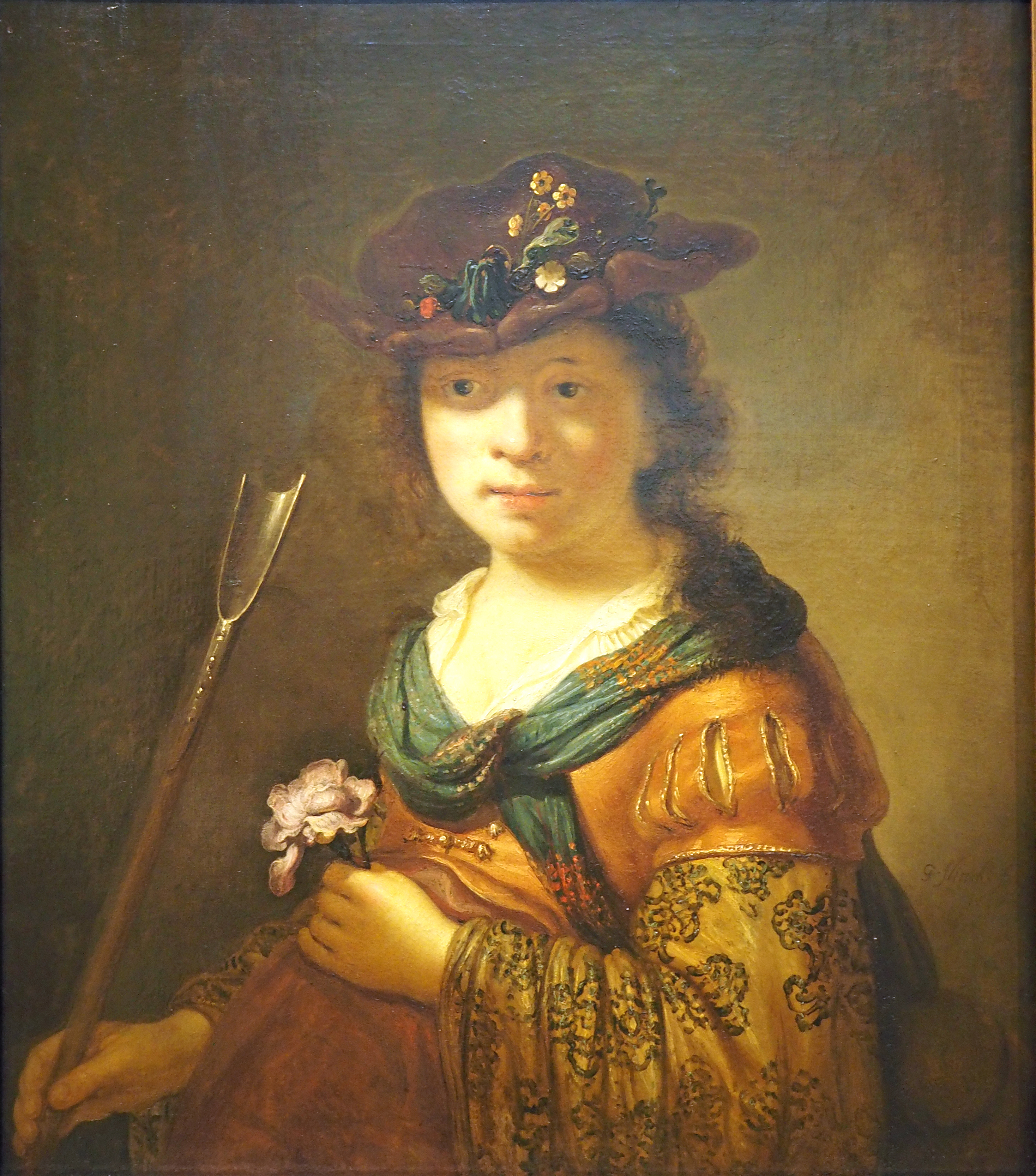
Govaert Flinck: Saskia jako pastýřka, 1636, Herzog Anton Ulrich-Museum Braunschweig
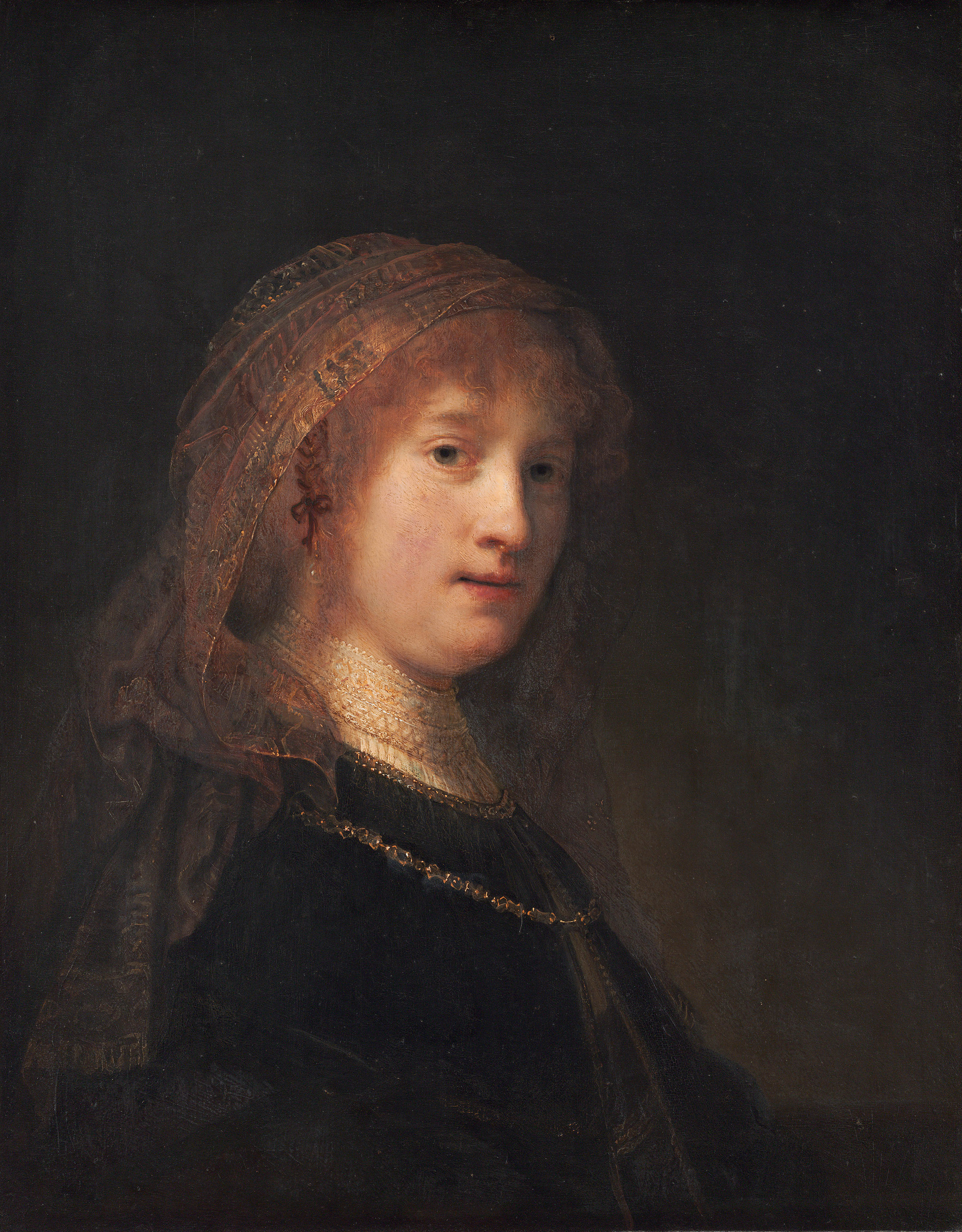
Saskia van Uylenburgh, olej na plátně, po roce 1634, National Gallery of Art, Washington
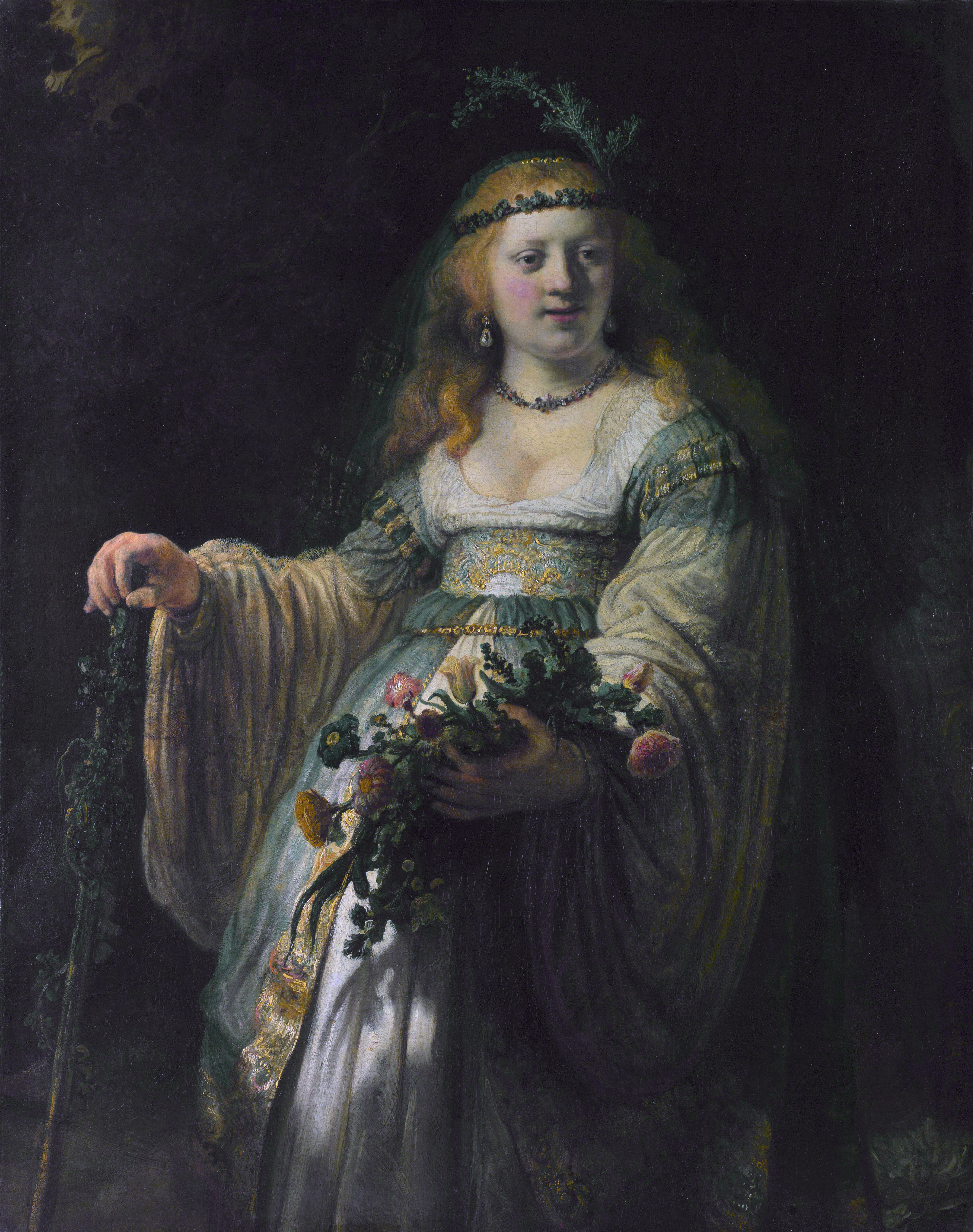
Flóra, olej na plátně, 1635, Národní galerie v Londýně
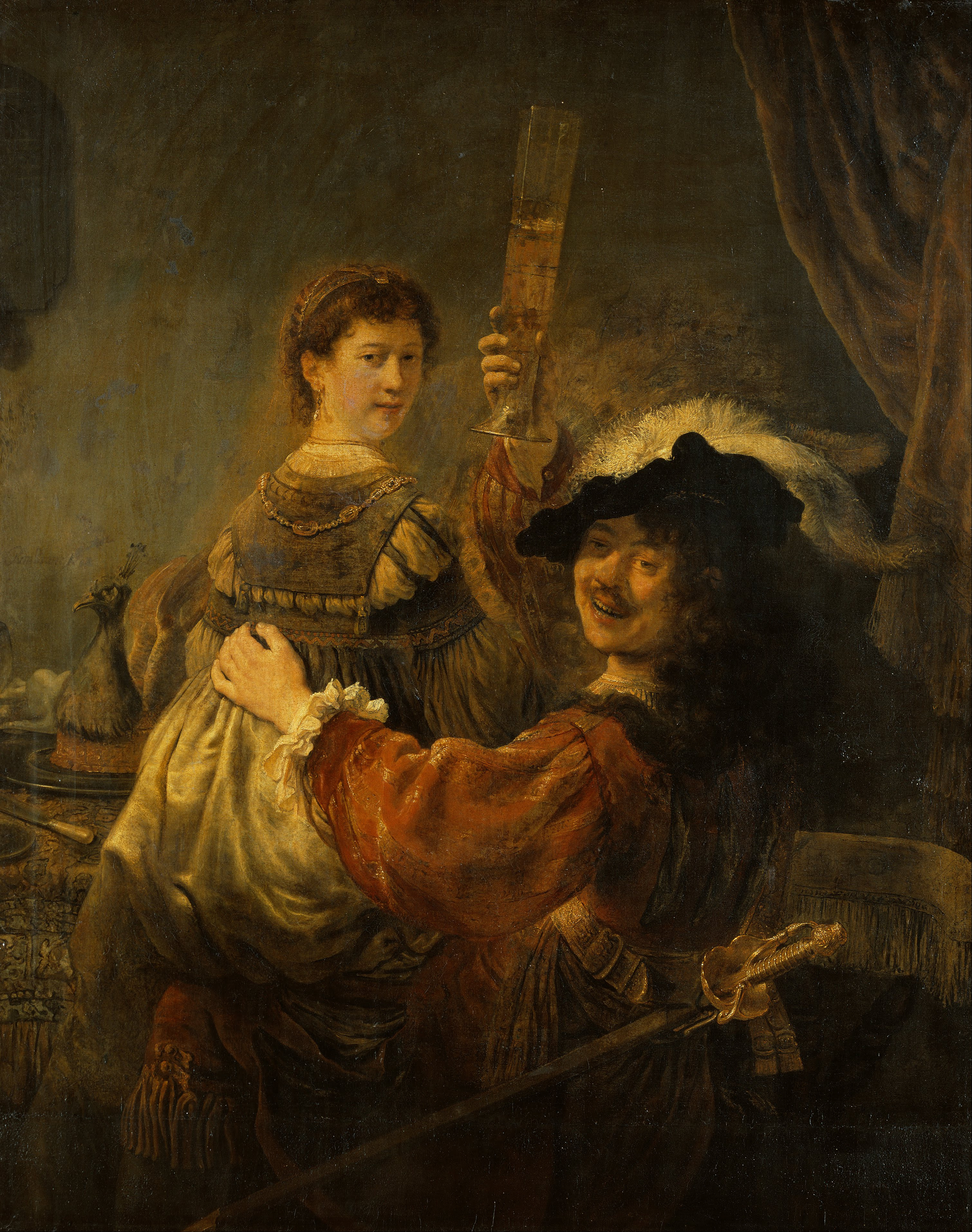
Rembrandt a Saskia v Podobenství o marnotratném synovi, olej na plátně, kolem roku 1635, Staatliche Kunstsammlungen Drážďany
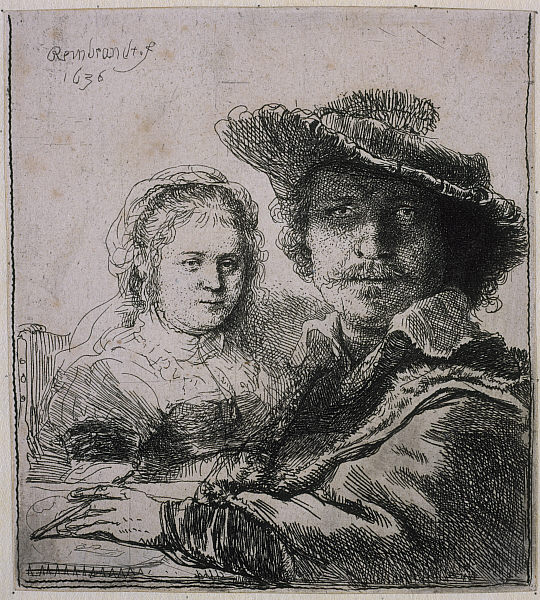
Rembrandt a Saskia, mědirytina, 1636, Rembrandthuis
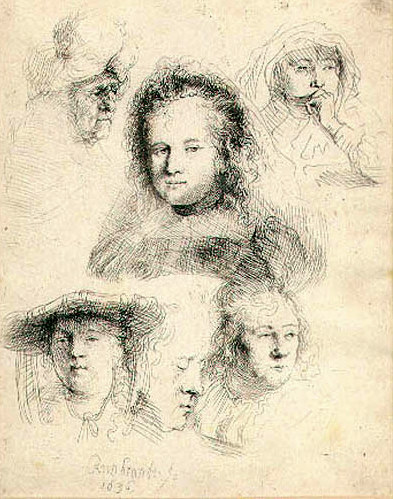
Studie, rytina, 1636, Rembrandthuis
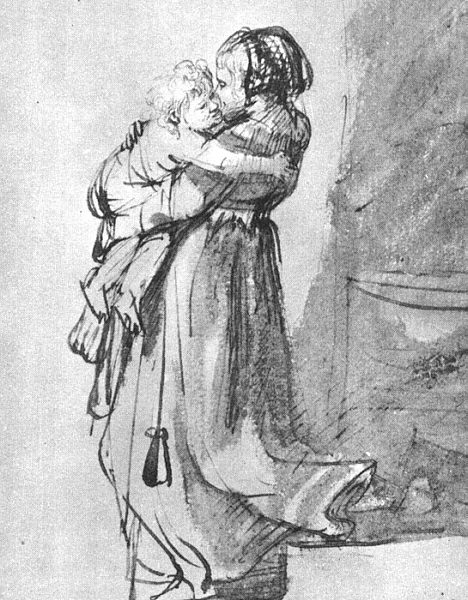
Saskia s dítětem, kresba inkoustem, kolem roku 1636
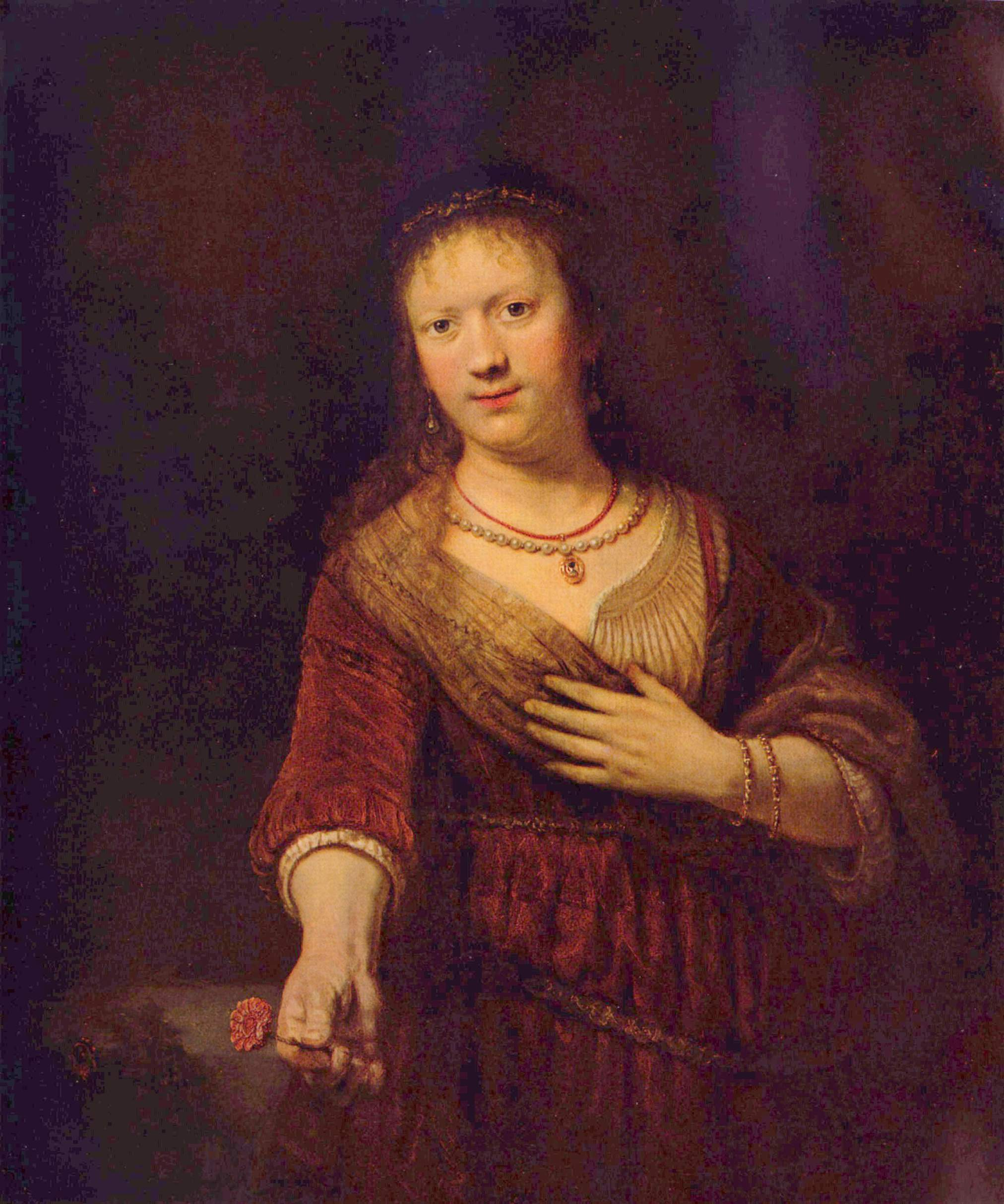
Saskia s květinou, olej na dřevě, 1641, Drážďany

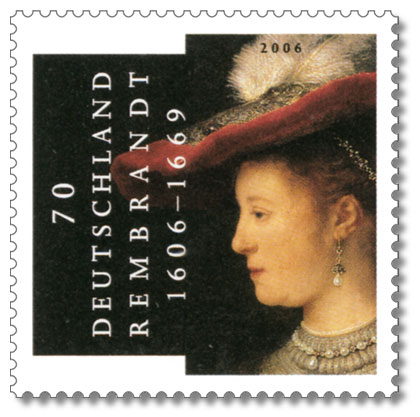
Německá poštovní známka se Saskií Uylenburghovou

Asteroid Saskia, objevený Maxem Wolfem v roce 1900, byl pojmenován po Saskii van Uylenburgh.
Ke 400. výročí narození Rembrandta vydala Německá pošta spolu v roce 2006 známku o hodnotě 70 centů s obrazem Saskie van Uylenburgh. Bylo to společné vydání s Nizozemskem, došlo však k problémům s autorskými právy.